# Christuskirche (Bochum)

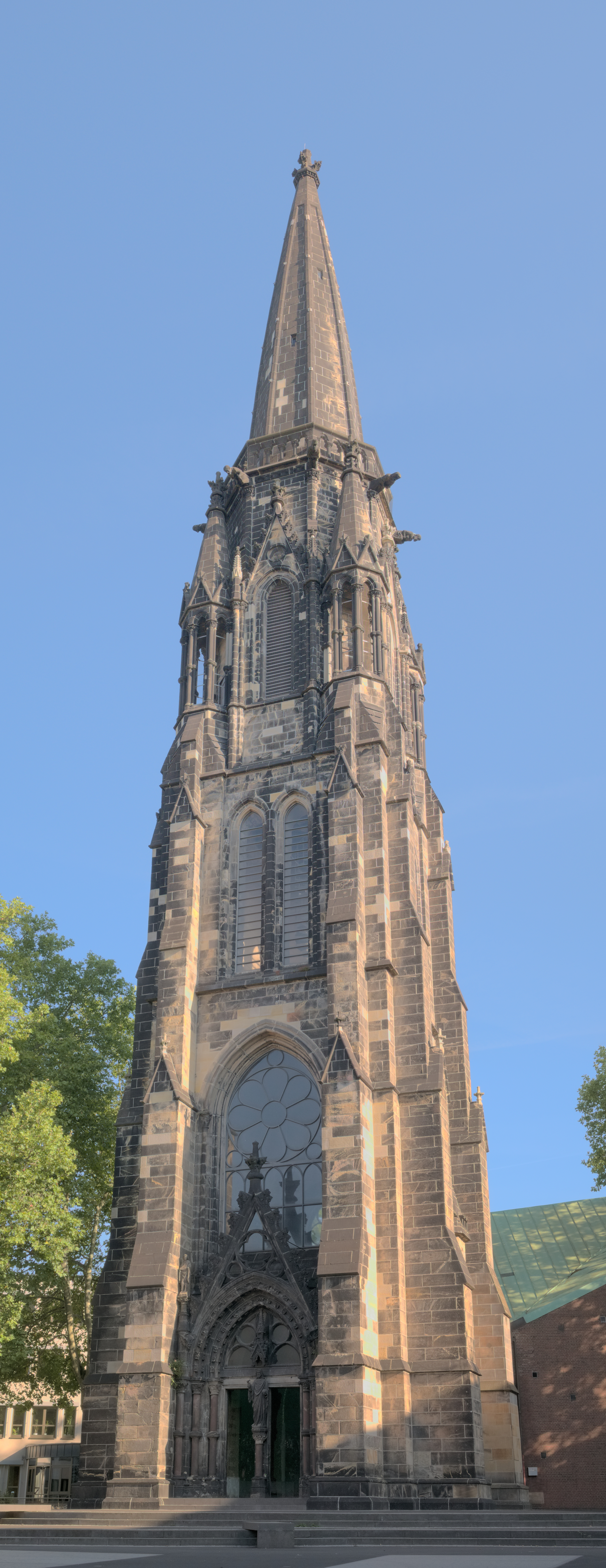
Glockenturm der Christuskirche

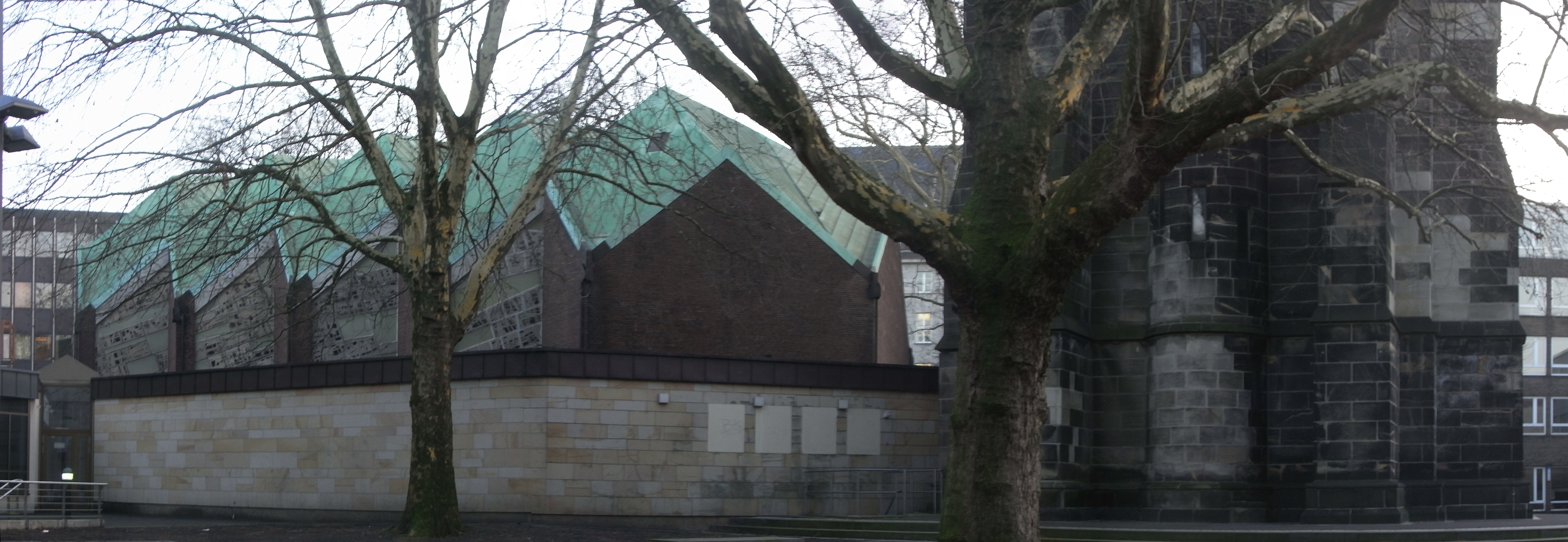
Historischer Glockenturm und modernes Kirchenschiff

Die Christuskirche Bochum ist eine evangelische Kirche in Bochum, die zugleich als Mahnmal gegen den Krieg gilt. Sie liegt in unmittelbarer Nähe des Bochumer Rathauses. Es gibt in Bochum weitere Kirchen mit diesem Namen, so in den Stadtteilen Langendreer, Linden, Gerthe und Günnigfeld.

## Geschichte

### 1877–1932
Die Pläne für den neugotischen Bau stammten vom Krefelder Architekturbüro Hartel und Quester. Die Bauausführung wurde dem Bochumer Baumeister Heinrich Schwenger (1840–1906) übertragen. Am 15. Mai 1877 wurde der Grundstein der Kirche gelegt und etwa am 24. Oktober 1878 war der 72 m hohe Turm fertiggestellt. Als Material verwendete man den Obernkirchener Sandstein. Die Turmhalle war mit Reichsadlern geschmückt, die erst 1929 entfernt wurden.
Im Jahre 1931 gestaltete der Bochumer Architekt Heinrich Schmiedeknecht im Sockelgeschoss des Turmes eine Heldengedenkhalle. In Goldmosaik sind die Namen von 30 im Deutsch-Französischen Krieg (1870–1871) gefallenen Soldaten, von 1.362 im Ersten Weltkrieg (1914–1918) Gefallenen der Gemeinde und die 25 Staaten, gegen die Deutschland Krieg geführt hat, eingetragen. Der künstlerische Entwurf stammte vom Kirchenmaler Heinrich Rüter (* 1877 in Bergedorf bei Hamburg; † 1955 in Hilden) aus Düsseldorf, die Glasmalerei und Mosaiken von Wilhelm Hallermann aus Essen. Sie wurde am 29. März 1931 eingeweiht.

### 1933–1945
In der Kirche predigte der evangelische Pfarrer Hans Ehrenberg, der seit 1925 in der Bochumer Innenstadtgemeinde als Pfarrer tätig war, 1933 gegen den Nationalsozialismus: „Wir sagen Nein“ und „… der völkische Mensch will Heldentum und Kameradschaft, wir Auftrag und Bruderschaft.“ Er war konvertierter Jude, Mitbegründer der Bekennenden Kirche und zusammen mit vier anderen westfälischen Pfarrern, darunter sein Amtsbruder an der Christuskirche Albert Schmidt, beteiligt an den „Bochumer Bekenntnissen“. Laut Ehrenberg teilten Christen und Juden ihr Schicksal und Verderben miteinander.
Während des Novemberpogroms am 9. November 1938 wurde Ehrenbergs Wohnung verwüstet, er selbst verhaftet und in das Konzentrationslager Sachsenhausen verschleppt. Durch die Intervention des Bischofs George Kennedy Allen Bell von Chichester, Hans Kochs und Carl Friedrich Goerdelers gelangte er 1939 ins britische Exil. Albert Schmidt predigte im November 1939 gegen die Behandlung von Ehrenberg. Er wurde noch in der Sakristei verhaftet. Nach  einem Monat Haft wurde er ins westfälische Werther verbannt. Am 11. November 2019 wurde für Ehrenberg und Schmidt in Bochum je ein Stolperstein verlegt, mit denen seit einiger Zeit auch Überlebende geehrt werden.
Am 1. September 1939 begann der Zweite Weltkrieg. Schon bei den ersten der größeren Bombenangriffe auf die Stadt Bochum wurde die Kirche am 14. Mai 1943 zerstört. Fast die gesamte Innenstadt Bochums wurde durch die Luftangriffe in den folgenden Monaten zerstört; mehrere tausend Menschen wurden getötet, viele mehr verletzt und zigtausende obdachlos.

### 1945–2008
Das Kirchenschiff wurde von 1956 bis 1959 durch den Architekten Dieter Oesterlen unter Beratung von Schmiedeknecht zeitgemäß neu errichtet. Die Kirche hat einen gestaffelten Grundriss mit Ziegelwänden. Die wandhohen seitlichen Betonglasfenster gestaltete der Darmstädter Bildhauer Helmut Lander. Die Integration von Altem und Neuem wurde international gelobt.
Um 1993 machte man sich Gedanken um die Instandsetzung des denkmalgeschützten, aber in den letzten Jahrzehnten wenig gepflegten Turms. Als das erste Gutachten Sanierungskosten in Höhe von 8 Millionen DM veranschlagte, wollte die evangelische Kirchengemeinde den Turm abreißen lassen.
Um den Turm als Mahnmal gegen den Krieg zu erhalten, wurde die Initiative „Denkmal gegen Gewalt“ ins Leben gerufen. Für die Sanierung wurden Spenden gesammelt, die auf einen einzelnen Baustein bemessenen Spendenbestätigungen nannte man in Anlehnung an die regionale Bergbautradition Kuxe. Am 19. Februar 2002 gab der jüdische Klezmer-Musiker Giora Feidman in der Kirche ein Benefizkonzert, um zu dieser Initiative beizutragen.
Obwohl sich 1994 erstmals ein Kurs der Bochumer Goethe-Schule unter Leitung des Pfarrers Martin Röttger mit der in der Turmhalle gelegenen Gedenkstätte befasst hatte, diente sie weiterhin bis 1999 als Stuhl- und Podestlager. Der Turmbauverein unter Fred Bastan und die Kortum-Gesellschaft Bochum mit Hans H. Hanke öffneten die Halle der Öffentlichkeit erstmals zum Tag des offenen Denkmals 1999.
Im Sommer 2003 richtete der Bochumer Kunsthistoriker Hans H. Hanke – als Denkmalpfleger bei der LWL-Denkmalpflege, Landschafts- und Baukultur in Westfalen sowie als Lehrbeauftragter an der Ruhr-Universität Bochum tätig – mit Kunstgeschichts-Studierenden eine größere Ausstellung zur Geschichte der Christuskirche im Turm aus, die die Aufmerksamkeit auf die Gedenkstätte lenkte.
Die Sanierung ist mittlerweile abgeschlossen.
Der Platz vor dem Turm ist mit Bezug auf die Gedenkhalle ein Hauptprojekt der Kulturhauptstadt 2010 Ruhrgebiet. Der Künstler Jochen Gerz hat hier den Platz des europäischen Versprechens entstehen lassen.
Im Herbst 2008 wurde in der Kirche das Album „Von Zaubererbrüdern – Live & Unplugged“ der Band ASP aufgenommen.
Die Kirche wird heute als „Kirche der Kulturen“ bezeichnet.

## Orgel
Die Orgel wurde 1964 von der Berliner Orgelbauwerkstatt Karl Schuke erbaut. Das Schleifladen-Instrument hat 38 Register auf drei Manualen und Pedal. Die Trakturen sind mechanisch.
| I Rückpositiv C– |       |
| Quintadena       | 8′    |
| Koppelflöte      | 8′    |
| Principal        | 4′    |
| Gedackt          | 8′    |
| Waldflöte        | 2′    |
| Oktave           | 2′    |
| Sesquialtera II  |       |
| Dulcian          | 8′    |
| Scharff V-VI     |       |
| Quinte           | 1 ⁄3′ |
| Tremulant        |       |

| II Hauptwerk C– |       |
| Quintadena      | 16′   |
| Koppelflöte     | 8′    |
| Blockflöte      | 4′    |
| Principal       | 8′    |
| Oktave          | 4′    |
| Nassat          | 2 ⁄3′ |
| Hohlflöte       | 2′    |
| Rauschpfeife II |       |
| Mixtur VI-VIII  |       |
| Scharff III-IV  |       |
| Trompete        | 8′    |

| II Brustwerk C– |    |
| Gemshorn        | 2′ |
| Gedacktflöte    | 4′ |
| Liebl. Gedackt  | 8′ |
| Vox humana      | 8′ |
| Terzcymbel III  |    |
| Sifflöte        | 1′ |
| Tremulant       |    |

| Pedal C–         |     |
| Subbaß           | 16′ |
| Gedacktpommer    | 8′  |
| Metallflöte      | 4′  |
| Nachthorn        | 2′  |
| Principal        | 16′ |
| Oktave           | 8′  |
| Rauschpfeife III |     |
| Mixtur IV-VI     |     |
| Posaune          | 16′ |
| Trompete         | 8′  |
| Schalmey         | 4′  |

- Koppeln: I/II, III/II, I/P, II/P

## Glocken
Im Turm der Christuskirche hängen fünf Gussstahlglocken aus dem Jahre 1958, gestimmt auf die Tonfolge a°-d′-e′-fis′-a′. Das Geläut ist eigentlich zu schwer für den Turm und kann daher nur eingeschränkt läuten. In neuerer Zeit läutet das volle Geläut aller Glocken einmal pro Jahr am 11. September von 14:46 Uhr bis 15:03 Uhr im Gedenken an die Anschläge in den USA.
| Nr. | Nominal | Masse (kg) | Durchmesser (mm) | Gießer                                         | Gussjahr | Rippe                     |
| --- | ------- | ---------- | ---------------- | ---------------------------------------------- | -------- | ------------------------- |
| 1   | a0−1    | 2800       | 1980             | Bochumer Verein für Gussstahlfabrikation (BVG) | 1958     | V7                        |
| 2   | d1±0    | 1810       | 1620             | Bochumer Verein für Gussstahlfabrikation (BVG) | 1958     | Duroktav-Rippe            |
| 3   | e1±0    | 0940       | 1350             | Bochumer Verein für Gussstahlfabrikation (BVG) | 1958     | V7                        |
| 4   | fis1+1  | 0620       | 1180             | Bochumer Verein für Gussstahlfabrikation (BVG) | 1958     | V7                        |
| 5   | a1+1    | 0500       | 1050             | Bochumer Verein für Gussstahlfabrikation (BVG) | 1958     | Untermollsext-Rippe (UMS) |